# Thiết Sơn
Thiết Sơn (铁山区, Hán Việt: Thiết Sơn khu) là một quận thuộc địa cấp thị Hoàng Thạch (黄石市), tỉnh Hồ Bắc, Cộng hòa Nhân dân Trung Hoa. Quận này có diện tích 28,7 km2, dân số năm 2004 là 68.000 người, mã số bưu chính. 

## Hành chính
Thiết Sơn được chia ra thành 1 đơn vị hành chính cấp hương là 1 nhai đạo
- Nhai đạo: Thiết Sơn (铁山街道)